# Sharanamati
Sharanamati (en népalais : शरणामती) est un comité de développement villageois du Népal situé dans le district de Jhapa. Au recensement de 2011, il comptait 14 761 habitants.